# Tadeusz Urban (ur. 1964)
Tadeusz Bronisław Urban (ur. 25 października 1964 w Kolbuszowej) – polski polityk, przedsiębiorca, rzemieślnik, rolnik, poseł na Sejm IV kadencji.

## Życiorys
W 1987 ukończył Zakład Doskonalenia Zawodowego w Rzeszowie, a w 2005 – eksternistycznie liceum ogólnokształcące w Przemyślu. Pracował jako dekarz oraz prowadził działalność gospodarczą w Łańcucie. Prowadzi fermę drobiu w Medyni Głogowskiej. Był współzałożycielem podkarpackich struktur ZZR „Samoobrona”. Objął funkcję sekretarza zarządu wojewódzkiego Samoobrony RP. Z listy tej partii w wyborach parlamentarnych w 2001 został posłem IV kadencji, otrzymawszy 4391 głosów w okręgu rzeszowskim. Pracował w Komisji Infrastruktury oraz w Komisji Łączności z Polakami za Granicą.
W wyborach w 2005 nie ubiegał się o reelekcję. W przedterminowych wyborach parlamentarnych w 2007 bez powodzenia kandydował do Senatu z rekomendacji Samoobrony RP w okręgu krośnieńskim. Przed wyborami uzupełniającymi do Senatu w 2008 w tym okręgu zarejestrował swój komitet wyborczy wyborców, ale wycofał się przed głosowaniem. W 2009 bezskutecznie kandydował do Parlamentu Europejskiego z listy Samoobrony RP w okręgu podkarpackim (otrzymał 587 głosów).
W 2010 wystąpił z Samoobrony RP i z rekomendacji Partii Regionów bezskutecznie kandydował na radnego sejmiku podkarpackiego oraz na burmistrza Łańcuta oraz z ramienia Sojuszu Lewicy Demokratycznej. Współtworzył też Związek Zawodowy Rolnictwa i Obszarów Wiejskich „Regiony”, a następnie objął funkcję jego przewodniczącego na Podkarpaciu.
Następnie wstąpił do partii Nasz Dom Polska – Samoobrona Andrzeja Leppera i bez powodzenia kandydował z jej ramienia do Senatu w wyborach parlamentarnych w 2011, otrzymując 6269 głosów i zajmując piąte miejsce spośród sześciu kandydatów. W wyborach w 2019 jako bezpartyjny ubiegał się bezskutecznie o mandat senatora z ramienia Koalicji Obywatelskiej.

## Życie prywatne
Jest żonaty, ma czworo dzieci.